# Margherita Palli
Margherita Palli (Mendrisio, 4 luglio 1951) è una scenografa svizzera.

## Biografia
La sua formazione avviene tra la Svizzera e l’Italia, nel 1976 si diploma in scenografia all’Accademia di Belle Arti di Brera. Nello stesso anno collabora con Luigi Pestalozza per la mostra iconografica dedicata all’opera Orfeo ed Euridice in occasione del Maggio Musicale Fiorentino, sposandosi al contempo con l'architetto Italo Rota. Fino al 1978 è assistente dello scultore Alik Cavaliere. Nel 1979 lavora con Pierluigi Nicolin all’allestimento delle mostre della Galleria del Disegno per la XVI Triennale di Milano.
Dal 1980 al 1984 è a Parigi, per lavorare come assistente dell’architetto Gae Aulenti ad alcuni spettacoli teatrali. Una volta rientrata in Italia, nel 1984 apre il suo studio e con Fedra di Racine al Teatro Metastasio di Prato e inizia la lunga collaborazione con il regista Luca Ronconi per il quale ha realizzato le scenografie di più di sessanta spettacoli sia per il teatro di prosa sia per quello lirico. Tra questi, oltre a quelli per cui ha ricevuto il Premio Ubu per la scenografia, quali Le due commedie in commedia di Giovan Battista Andreini (Venezia, Biennale Teatro; Roma, Teatro Argentina, 1984), Ignorabimus di Arno Holz, Quer pasticciaccio brutto de via Merulana di Carlo Emilio Gadda e Lolita, si segnalano I Dialoghi delle carmelitane di Georges Bernanos, Tre sorelle di Anton Čechov, I giganti della montagna di Pirandello e la Trilogia greca per il Teatro Greco di Siracusa. 
In ambito lirico, sempre per la regia di Ronconi, realizza progetti scenici per Lodoïska di Luigi Cherubini, Il caso Makropulos di Leóš Janáček, La damnation de Faust di Hector Berlioz, Tosca di Giacomo Puccini e Capriccio di Richard Strauss. L’ultima collaborazione in ordine cronologico tra Margherita Palli e Luca Ronconi è in occasione della messa in scena della Lucia di Lammermoor nel 2015.
L’impianto scenografico fisso e mobile, a volte colossale come ne Il caso Makropulos o La damnation de Faust, viene distorto suggerendo una dilatazione del contesto spazio-temporale. Lo spettatore, pur ritrovando nell’invenzione scenica dei riferimenti spaziali, è lasciato libero di immaginare luoghi e ambientazioni, come nell’allestimento per Sogno di una notte di mezz’estate al Piccolo Teatro (2008) in cui le parole giganti che lo compongono evocano luoghi simbolici e al contempo diventano oggetti di scena su cui gli attori volano, salgono o siedono. 
Dal giugno 2024 è socia corrispondente non residente dell'Istituto Veneto di scienze, lettere ed arti.
Nel corso degli anni, oltre che per Ronconi, Margherita Palli ha progettato scenografie per i registi Mauro Avogadro, Andrea Barzini, Franco Branciaroli, Liliana Cavani, Cesare Lievi, Valter Malosti, Mario Martone, Leo Muscato, Davide Rampello, Alexander Sokurov e per i coreografi Yang Jiang e Daniel Ezralow.
All’attività di scenografa affianca la progettazione di allestimenti per eventi della moda, del design e mostre d’arte in importanti musei italiani, tra cui il Palazzo Reale di Milano, Palazzo Pitti a Firenze, Palazzo del Quirinale, le Scuderie del Quirinale, la Reggia di Venaria Reale e la Triennale di Milano.

## Opere principali

### Scenografie
Tra le numerose collaborazioni con Luca Ronconi si segnalano:
1984
- Fedra, Teatro Metastasio di Prato
- Le due commedie in commedia, Biennale Teatro di Venezia e Teatro Argentina di Roma

1986
- Ignorabimus, Teatro il Fabbricone di Prato

1987
- Il Mercante di Venezia, Teatro Odeon-Comedie Française di Parigi

1988
- I Dialoghi delle Carmelitane, Teatro Storchi di Modena
- Oberon, Teatro alla Scala di Milano

1991
- Lodoiska, Teatro alla Scala di Milano

1992
- La Damnation de Faust, Teatro Regio di Torino

1993
- Il caso Makropulos, Teatro Regio di Torino

1994
- La Fille du régiment, Teatro Regio di Torino

1995
- Il giro di vite, Teatro Regio di Torino

1996
- Quer pasticciaccio brutto de via Merulana, Teatro di Roma

1997
- Tosca, Teatro alla Scala di Milano

1998
- I fratelli Karamazov, Teatro di Roma

2000
- Sogno, Teatro Studio Milano - Piccolo Teatro Milano
- Ariadne auf Naxos, Teatro alla Scala di Milano

2001
- Lolita, Piccolo Teatro Milano
- I due gemelli Veneziani, Piccolo Teatro Milano
- Lear, Teatro Regio di Torino

2002
- Prometeo, Baccanti e Rane, Teatro Greco di Siracusa
- Traviata, Tokyo NNT

2007
- Il ventaglio, Piccolo Teatro Milano

2008
- Trittico, Teatro alla Scala di Milano
- Sogno di una notte di mezza estate, Piccolo Teatro Milano,

2009
- Mercante di Venezia, Piccolo Teatro Milano,

2011
- Intolleranza, Teatro la Fenice

2012
- Lou Salomè, Teatro la Fenice,
- Santa Giovanna dei Macelli, Piccolo Teatro Milano

2015
- Lucia di Lammermoor, Teatro dell’opera di Roma

Altri spettacoli di cui Margherita Palli è stata scenografa in Italia e all’estero:
1993
- La Vestale, Teatro alla Scala di Milano, regia di Liliana Cavani

2005
- Giulio Cesare, Opernhaus, Zurigo, regia di Cesare Lievi

2009
- Demoofonte, Salzburg Festspiele, Opera Garnier Paris, Teatro Alighieri Ravenna, regia di Cesare Lievi
- Otello di Giuseppe Verdi, NNT Tokyo, regia di Mario Martone

2015
- Il gabbiano, LAC Lugano, regia di Carmelo Rifici
- Puzzle Mei, Teatro dell’Arte – Triennale di Milano, coreografia di Yang Jiang

2016
- Ifigenia Liberata, Piccolo Teatro Milano, regia di Carmelo Rifici
- La cena delle beffe, Teatro alla Scala di Milano, regia di Mario Martone
- Macbeth, Piccolo Teatro Milano, regia di Franco Branciaroli

2017
- Il Nome della Rosa, Teatro Stabile di Torino, regia di Leo Muscato
- Andrea Chénier, Teatro alla Scala di Milano, regia di Mario Martone

### Mostre e allestimenti
Tra gli allestimenti per mostre più recenti:
- 2007 20 di Striscia la Notizia, Palazzo della Triennale Milano
- 2009 Roma la Pittura di un Impero, Scuderie del Quirinale, in collaborazione con Luca Ronconi
- 2010 L’età della Conquista, Musei capitolini
- 2011 La Bella Italia. Arte e identità delle capitali, La Venaria Reale, in collaborazione con Luca Ronconi
- 2011 Il Quirinale. Dall’unità d’Italia ai nostri giorni, Palazzo del Quirinale, in collaborazione con Luca Ronconi
- 2016 Luca Ronconi, il laborotario delle idee, Teatro Alla Scala[8]
- 2016 W. Women in Italian Design, TMF9 Triennale di Milano[9]

## Attività didattica
Dal 1991 si dedica all'insegnamento universitario; è stata docente di Scenografia al Politecnico di Milano-Campus Bovisa; dal 2000 al 2017 del Laboratorio di Scenografia all'Istituto Universitario di Architettura (IUAV) di Venezia, dal 2016 al 2020 docente a contratto, in Museografia , Università Cattolica del Sacro Cuore. Dal 1991 è titolare della cattedra di Scenografia,  dal 2003 fino al 2025 con nomina nel 2006 quale Advisor Leader è stata direttore del Triennio di scenografia alla Nuova accademia di belle arti di Milano (Naba). Dal 2013 è Course director del corso di scenografia alla Accademia di Architettura, Università della Svizzera Italiana a Mendrisio.

## Premi
Premio Ubu
- 1985 – Per la scenografia di Le due commedie in commedia
- 1986 – Per la scenografia di Ignorabimus e La commedia della seduzione
- 1996 – Per la scenografia di Quer pasticciaccio brutto de via Merulana
- 2001 – Per la scenografia di Lolita
- 2005 – Per la scenografia di Il Professor Bernhardi e Centaura
- 2010 – Per la scenografia di Sogno di una notte di mezza estate
- 2023 – Per la scenografia di Romeo e Giulietta

Premio Amici del Loggione del Teatro alla Scala
- 1991 – Per la scenografia di  Lodoiska

Premio Abbiati
- 1991-92 – Per il migliore spettacolo della stagione con La Damnation de Faust
- 1994-95 – Per il migliore spettacolo della stagione con Fierrabras
- 1997-98 – Per la migliore scenografia della stagione con Cenerentola

Premio Pier Luigi Samaritani 
- 1997-98 – Per la migliore scenografia operistica

Premio Gassman
- 2005 – Miglior scenografo

Premio Associazione Nazionale dei Critici di Teatro
- giugno 2007 – Miglior scenografo

Guinness World Records
- 2007 - Per il muro di schermi più grande del mondo allestito in occasione della mostra 20 anni di Striscia la notizia al Palazzo della Triennale di Milano.